# Енно Пенно
Енно Пенно (ест. Enno Penno; нар. 22 квітня 1930, Таллінн — 16 листопада 2016, Стокгольм) — естонський політик, останній прем'єр-міністр Естонії у вигнанні, обіймав цю посаду з 1 березня 1990 до 15 вересня 1992 року.